# Cham Kūshk-e Ţūlābī
Cham Kūshk-e Ţūlābī (persiska: چَم كوشكِ طولابی, چم کوشک طولابی, جولابی) är en ort i Iran.   Den ligger i provinsen Lorestan, i den västra delen av landet, 500 km sydväst om huvudstaden Teheran. Cham Kūshk-e Ţūlābī ligger 899 meter över havet och antalet invånare är 585.
Terrängen runt Cham Kūshk-e Ţūlābī är huvudsakligen kuperad, men den allra närmaste omgivningen är platt.Runt Cham Kūshk-e Ţūlābī är det ganska tätbefolkat, med 52 invånare per kvadratkilometer. Närmaste större samhälle är Shāhzādeh Moḩammad, 7,3 km öster om Cham Kūshk-e Ţūlābī. Omgivningarna runt Cham Kūshk-e Ţūlābī är i huvudsak ett öppet busklandskap.